# Grindavík
Grindavík este un oraș-port de pe peninsula Reykjanes, coasta de sud-vest a Islandei.

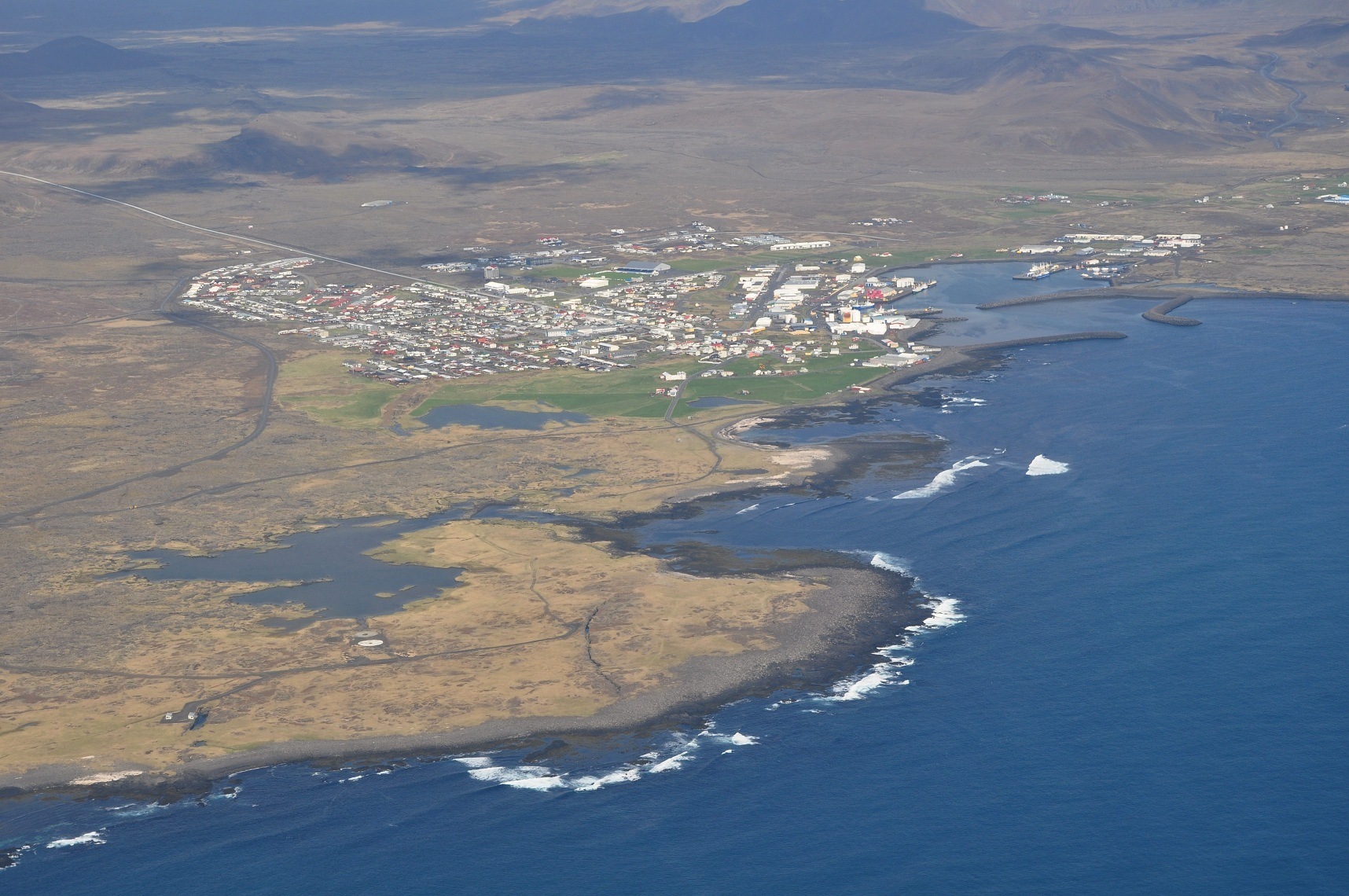
Grindavík văzut din aer.

## Orașe înfrățite
- Rovaniemi, Finlanda
- Ílhavo, Portugalia
- Hirtshals, Danemarca
- Piteå, Suedia
- Penistone, Regatul Unit
- Jonzac, Franța